# Нова Білорусь (конференція)
Конференція «Нова Білорусь» (біл. Канферэнцыя «Новая Беларусь») — щорічна конференція білоруських демократичних сил. Організовується офісом Світлани Тихановської, Об'єднаним Перехідним Кабінетом та Координаційною радою Білорусі. Вперше була проведена у 2022 році. Конференція стала центральним місцем для проведення дискусій між білоруськими політичними силами, а також місцем підписання спільних декларацій та презентацій нових політичних проектів.

## Цілі
Мета конференції – зібрати білоруські демократичні сили, активістів, діаспору, громадські та культурні ініціативи для обговорення стратегічних пріоритетів демократичного руху. Конференція потрібна, щоб обговорити стан справ на політичній арені, і навіть стратегію досягнень змін у країні. Ще однією метою є актуалізація викликів демократичній спільноті та спільний пошук їх вирішення.

## Історія

### Перша конференція (2022)
Перша конференція тривала два дні з 8 по 9 серпня 2022 року у Вільнюсі. Запрошення взяли участь 48 експертів, 45 представників бізнесу, 128 представників державного сектору, 49 представників медіаспільноти та блогерів, 25 колишніх політв'язнів та їхніх членів сімей, а також 59 представників політичних структур. Кінцеву участь підтвердили 321 особа та 51 представник ЗМІ. Першого дня учасникам пропонувалося обговорити теми стратегічних пріоритетів діяльності політичних сил, транзитний період, економічну кризу в країні та реорганізацію демократичного руху. На другий день конференції були організовані панелі з приватного бізнесу, цифрової політики та громадянського суспільства.
За підсумками форуму Світлана Тихановська оголосила про створення Об'єднаного Перехідного Кабінету Білорусі, до якого увійшли Павло Латушко, Валерій Сахащик, Валерій Ковалевський та Олександр Азаров. Також Тихановська оголосила про реформування Координаційної ради, яка має представляти білоруське суспільство та бути майданчиком для дискусій та ініціатив.

### Друга конференція (2023)
Друга конференція відбулася 6 серпня 2023 року у Варшаві. Захід розпочався з хвилини мовчання щодо загиблих «за свободу Білорусі». Учасників привітала Світлана Тихановська та голова Ради БНР Івонка Сурвілла. Перша панель була присвячена виконаній роботі демократичними силами та їхнім планам на майбутнє. Друга панель була присвячена взаємодії Білорусі та Росії та перспективі інтеграції Білорусі до Європи. Учасникам заходу було запропоновано підписати кілька декларацій про «дружбу Білорусі з Європейським Союзом» та «солідарність із народом України». Перед початком третьої панелі представником ОПКБ Валерією Ковалевським було представлено проект паспорта «Нової Білорусі». Сама панель стосувалася майбутнього страны.
Після всіх панелей Світланою Тихановською був нагороджений посмертно політичний в'язень Вітольд Ашурок. Медаль «Гонар і Годність» була вручена його братові. Закінчилась конференція кадровими перестановками у Перехідному Кабінеті.

### Третя конференція (2024)
Третя конференція проходила два дні з 3 по 4 серпня 2024. Спочатку конференцію планували провести у Варшаві, але організаторам довелося переносити захід до Вільнюсу через запланований концерт Тейлор Свіфт у польській столиці. Організатори не змогли б покрити витрати на квитки та проживання через наплив туристів до Варшави. На захід було зареєстровано близько 600 учасників, проте першого дня спостерігалося приблизно 300 осіб. У тому числі у конференції взяли участь колишній посол України у Білорусі Ігор Кізим та колишній посол Польщі у Білорусі Артур Міхальський. Першого дня конференції обговорювалися головні виклики перед демократичними силами, економіка та білоруська ідентичність. На другий день обговорювалися теми політичних ув'язнених, білоруських добровольців та ветеранів російсько-української війни. Також було проведено презентацію Міжнародного фонду гуманітарної допомоги.
За підсумками конференції було представлено «Платформу-2025» та протокол взаємодії між основними акторами демократичних сил. Також підписанти протоколу домовилися про закріплення статусу «національного лідера» Світлани Тихановської до проведення чесних виборів у країні чи до її бажання призупинити свою діяльність.

## Погрози
Конференції кілька разів уривалися загрозою мінування. Першу конференцію 2022 року довелося перервати на півгодину через повідомлення про бомбу. Поліція Вільнюса оголосила про введення плану «Щит», проте вибухівку в будівлі не було виявлено, і учасники змогли повернутися до заходу. У 2023 році учасники також були змушені на кілька годин покинути конференцію через повідомлення про замінування готелю, в якому відбувся захід. Електронний лист про мінування було написано російською мовою. Сапери перевірили готель і виявили у ньому бомбу.
Напередодні третьої конференції організація BYPOL повідомила про підготовку провокації спецслужб Білорусі та Росії проти учасників заходу Франака Вечірки та Павла Латушка.

## Оцінки

### Позитивні
Директор інституту «Політична сфера» Андрій Казакевич позитивно оцінив ідею проведення конференції як можливість вислухати позицію різних політичних структур та зробити перший крок до їхньої консолідації

### Критика
Аналітик Європейської ради з міжнародних відносин Павло Слюнькін назвав проведення конференції вимушеним та визнав, що не чекає від неї нічого, крім «чергової порції новин про суперечки серед опозиції». Перша конференція критикувалася за велику кількість кава-пауз, а також виділення всього 5 хвилин на тему підсумків демократичного руху за два роки роботи. Друга конференція критикувалася учасниками за наголос на виступах, а не дискусії. Декому доводилося пропускати панелі, щоб поспілкуватися зі старими знайомими.